# Capitán Marvel Jr.
Capitán Marvel Jr. o Capitán Maravilla Jr., también conocido como Shazam Jr. (Frederick "Freddy" Freeman), es un superhéroe ficticio originalmente publicado por Fawcett Comics y ahora por DC Comics. Un miembro del equipo Marvel / Shazam Family de superhéroes asociados con Shazam / Capitán Marvel, fue creado por Ed Herron y Mac Raboy, y apareció por primera vez en Whiz Comics # 25 en diciembre de 1941.
En la continuidad original de Fawcett y DC, el alter ego del Capitán Marvel Jr. es Freddy Freeman, un vendedor de periódicos lisiado salvado por el Capitán Marvel del malvado Capitán Nazi. Para salvar la vida del niño moribundo, el Capitán Marvel comparte sus poderes con Freddy. Al decir el nombre de "Capitán Marvel", Freddy se transforma en Capitán Marvel Jr., una versión disfrazada de sí mismo que posee poderes de fuerza sobrehumana, velocidad, sabiduría y más. Junior derivó sus poderes del mismo Capitán Marvel, mientras que las otras Marvels derivaron sus poderes del mago Shazam. A diferencia del Capitán Marvel y la versión moderna de Mary Marvel, Junior seguía siendo un adolescente en su estado transformado.
Una prueba de Shazam!, la serie maxi publicada de 2006 a 2008 presentó a Freddy Freeman sometido a seis pruebas para demostrar que era digno de suceder al Capitán Marvel, quien se hace cargo de la publicación del mago Shazam en la Roca de la Eternidad. Al finalizar las Pruebas, Freddy asumió el nombre de superhéroe Shazam. Tras el reinicio de New 52 en DC en 2011/12, Freddy Freeman, ahora rubio en lugar de los jóvenes de cabello oscuro, aparece en las publicaciones actuales de DC Comics como uno de los hermanos adoptivos de Billy Batson, y al antojo de Billy puede compartir los poderes de Shazam y convertirse en un superhéroe adulto.
Freddy Freeman llega al cinematográfico en la película del Universo Extendido de DC para Shazam! (2019), interpretados por Jack Dylan Grazer y Adam Brody. Grazer y Brody están listos para seguir a una secuela, Shazam! Fury of the Gods, en 2023.

## Historia

### Primeros años
De acuerdo con la historia del DC actual del Capitán Marvel Jr., Freddy Freeman nació y se crio en un pueblo pesquero de Nueva Inglaterra, viviendo con sus padres y su hermano adoptivo, Timothy Karnes. Cuando los padres de Freddy se ahogaron en una tormenta, el abuelo materno de Freddy, Jacob, lo acogió, mientras que Timothy fue enviado a vivir con varias familias de acogida. Como adulto, Karnes aprovecharía los poderes del inframundo y se convertiría en Sabbac, uno de los enemigos del Capitán Marvel Jr.
El adolescente Freddy Freeman, que vivía en el medio oeste de la ciudad de Fawcett, se mostró como un estudiante estrella y atleta en la escuela Binder en Fawcett City, y amigo del alter ego del Capitán Marvel Billy Batson. Una tarde, después de ganar un juego de béisbol para su equipo de la escuela, Freddy y su abuelo Jacob fueron a un viaje de pesca en la bahía de Fawcett. Al mismo tiempo, sin embargo, el Capitán Marvel se encontró involucrado en una batalla con el supervillano Capitán Nazi. Como en el origen de Fawcett, uno de los golpes de Marvel golpea al capitán Nazi en el lago cerca del bote del abuelo Jacob, y Freddy y su abuelo son atacados cuando intentan salvar al villano del agua, ya que Freddy cree que es el Capitán Marvel.
El Capitán Marvel interviene y envía a ambos transeúntes heridos a un hospital. El abuelo Jacob entra en coma luego de ser arrojado al lago por Nazi, y se descubre que Freddy tiene una columna vertebral severamente lesionada y una pierna rota, lo que le impedirá caminar nuevamente. Después de un segundo ataque del Capitán Nazi, el herido Freddy es llevado al mago Shazam por el Capitán Marvel y su hermana Mary Marvel, quienes le otorgan al niño el poder de convertirse en el Capitán Marvel Jr. Sin embargo, Jacob muere y el Capitán Marvel Jr. se va en un alboroto contra el Capitán Nazi hasta que los otros Marvels intervengan. Nazi y el Capitán Marvel Jr. se convertirían en archienemigos, regularmente enfrentados entre sí.

### Como el Capitán Marvel Jr.
Junior se convierte en un miembro integral de la Familia Marvel hasta que atrae la ira de Billy al pasarle a su hermana. El conflicto resultante (creado esencialmente para escribir Junior de The Power of Shazam! Del número 13 en adelante) hace que Junior abandone la ciudad de Fawcett y busque refugio en la ciudad de Nueva York , donde se une a los Teen Titans. En este momento, el nombre del personaje se cambió brevemente a CM3 (abreviatura de Captain Marvel Three, con Billy siendo CM1 y Mary CM2), un nombre con el que se podía identificar en el diálogo sin desencadenar su transformación. Después de pasar un tiempo con los Titanes, Junior regresa a Fawcett (¡y El Poder de Shazam! con el número 42) y hace las paces con el Capitán Marvel.
Otro equipo de superhéroes, The Outsiders, se encontró en una batalla contra Ishmael Gregor, que había matado a Timothy Barnes y le había robado sus poderes de Sabbac. El Capitán Marvel Jr. llegó para ayudar a los Outsiders a enviar a Sabbac, y un tiempo después Junior se uniría al equipo por un breve período. Tras el evento crossover Infinite Crisis, Junior se une brevemente a la lista reducida de Teen Titans durante la serie semanal de 52 cómics, y es parte de la fiesta de bodas para el matrimonio de su antiguo enemigo Black Adam con Isis, donde está a cargo de la multitud controlar.
Más tarde, Junior intenta responder por el protegido de Black Adam, el hermano de Isis, Osiris, quien también quiere unirse a los Titanes, pero se desconfía de su conexión con Black Adam. Los Marvels y Black Marvels más tarde ayudan a luchar contra el poder de los demonios Sabbac, ahora varias historias de altura. Sin embargo, Osiris accidentalmente asesina a un supervillano, lo que lleva a los Titanes a ser investigados por afiliaciones terroristas. Osiris finalmente es asesinado por Sobek, un monstruo de cocodrilo biogenerado que se hizo pasar por amigo del niño. Después de la muerte de Osiris, Freddy y Mary son los féretros de su cofre en el funeral de él y de su hermana. Su última aparición fue en la Tercera Guerra Mundial donde peleó y perdió ante Black Adam. Él y María rompen el amuleto en cuatro pedazos y lo esparcen por todo el mundo.

### Las Pruebas de Shazam!
Durante la Crisis Infinita, un evento diseñado para alterar significativamente el estado del Universo DC, el mago Shazam fue destruido por el Espectro que había declarado la guerra a la magia, y la Roca de la Eternidad fue destruida, causando que el Capitán Marvel Jr. y Mary Marvel pierdan sus poderes un año después. El Capitán Marvel se transforma en Marvel, un ser de túnica blanca que asume el antiguo puesto de Shazam como cuidador de la Roca de la Eternidad, aunque solo puede irse por hasta 24 horas seguidas. Marvel redacta al ahora impotente Freddy Freeman para que se someta a una búsqueda para demostrar que es digno de reemplazar al Capitán Marvel. Cada uno de los seis dioses que contribuyeron con sus poderes -Salomon, Hércules, Atlas, Zeus, Aquiles, y Mercurio — Freddy presente con un ensayo (similar a los trabajos de Hércules), que Freddy tendría que completar con éxito el fin de ser concedida con un poder particular de ese dios. Si completa las seis tareas, asumirá el nombre de Shazam. Zareb Babak, un nigromante degradado, sirve como guía de Freddy durante sus pruebas. Al mismo tiempo, sin embargo, una organización oscura conocida como el Consejo de Merlín está respaldando a su propio candidato, una criollo hechicera llamada sabina. Si ella gana las pruebas, entonces el poder de Shazam se perderá en la Familia Marvel y ella lo controlará. Freddy y Sabina terminan compitiendo casi de cuello en cuello en muchas de las pruebas, y eventualmente se vuelven iguales en poder a medida que cada uno gana los diversos poderes de cada dios. Un ensayo, el de Atlas, termina prematuramente cuando Sabina mata a Atlas, y Zareb se ve obligado a convencer a Apolo para tomar su lugar entre el colectivo de dioses Shazam. La competencia culminó en una gran batalla, con Freddy, Marvel y la Liga de la Justicia luchando contra Sabina y un ejército de demonios convocado por el hechicero Merlín. Al estar dispuesto a sacrificarse para salvar al mundo, Freddy se muestra merecedor del poder de Zeus, y Zareb se revela como Zeus disfrazado. Freddy dice la palabra mágica "Shazam" y gana todos los poderes de Shazam.

### Como Shazam
Freddy ha aparecido en varias historias después de la serie de ensayos. Freddy, como el Capitán Marvel Jr., aparece como un personaje secundario en la miniserie Crisis final 2008/2009 de DC, uniendo fuerzas con una pequeña banda de superhéroes (incluido su enemigo Black Adam) para luchar contra Darkseid y la Ecuación Anti-Vida que ha usado. Para apoderarse de la tierra y muchos de sus héroes. Capitán Marvel, Black Adam y Tawky Tawny luchan contra una malvada Mary, cuyo cuerpo ha sido poseído por el nuevo Dios Desaad; ella es derrotada después de que Shazam la atrapa y usa su rayo mágico para transformarse de nuevo a Freddy y la malvada Mary Marvel a una Mary Batson normal. Freddy aparece brevemente en la historia de "New Krypton" (2009) en Superman # 684 y Action Comics # 873, en la que une fuerzas con Zatanna y una banda de otros superhéroes basados en la magia para ayudar a detener a los invasores kryptonianos. Usando el rayo mágico de Shazam. En una historia de 2009 de la Sociedad de la Justicia de América, el mago Shazam regresa de entre los muertos y, enfadado por el estado de cosas, despoja a Billy y Mary Batson de sus poderes y los expulsa de la Roca de la Eternidad al declarar que le han fallado. Shazam jura venir tras Freddy por "robar su nombre". Sin embargo, reconoce que los poderes de Freddy provienen de los dioses mismos y no del mago.
El perfil del capitán Marvel se eleva cuando se convierte en parte de una miniserie de la Liga de la Justicia por James Robinson, que establece una nueva alineación de la Liga de la Justicia de América. En el segundo número de Justice League: Cry for Justice (2009), Freddy Freeman aparece en el Museo de Flash después de un ataque allí y en S.T.A.R. Labs en Fawcett City. Se encuentra con Jay Garrick y Ray Palmer, que no están seguros de si va por el Capitán Marvel o Shazam, lo que le dice que lo llame Freddy. Freddy y Ray hablan sobre su tiempo en los Jóvenes Titanes y luego se dirigen a Gotham City donde se encuentran con Hal Jordan y Flecha Verde, además de declarar que quieren justicia. Freddy termina uniéndose al grupo de héroes de Hal y Ollie, desarrollando una atracción mutua con Supergirl. Freddy también salvó al equipo de Clayface actuando como una bomba para hacer explotar un edificio. Freddy se une a Ollie y al equipo de Hal después de salvarlos de una explosión. Miembros de la Liga de la Justicia fueron atacados en la Atalaya, Supergirl descubre que Freddy aparentemente estaba atacando al equipo. Se revela que Prometheus haciéndose pasar por él a lo largo de la serie para acceder al satélite JLA. El verdadero Freddy es encontrado por Bulleteer y Mr. Scarlet en Fawcett City, atado con la boca cosida para evitar que diga su palabra mágica. Después, su boca no se ha cosido y se transforma en el Capitán Marvel.
Freddy apareció en un panel de Blackest Night #8, luchando contra los Black Lanterns restantes con sus compañeros Lanterns y héroes de la Tierra.
Más tarde, Freddy es llamado a la casa de Billy y Mary, donde aparentemente está envenenado por Mary, quien había hecho un trato con Blaze, quien quería los poderes de Freddy, a cambio de restaurar a Mary y Billy. Sin embargo, luego se revela que es una configuración. Freddy se levanta y lucha contra Blaze. Con un poco de ayuda de Billy y Mary, la derrota y la envía de vuelta al infierno. Más tarde, Freddy le promete a Billy y Mary que encontrará una manera de restaurar sus poderes. Poco después del incidente con Blaze, Freddy viaja a Filadelfia, donde encuentra a Osiris en el proceso de matar a un grupo de hombres armados. Los dos Marvels combaten, con Osiris diciéndole a Freddy que tiene que seguir matando gente para liberar a su hermana Isis de su prisión de piedra. Freddy finalmente convence a Osiris de que su hermana no aprobaría el derramamiento de sangre que ha causado y se ofrece a ayudarlo a encontrar otra forma de salvarla, pero Osiris, en cambio, traiciona a Freddy, utilizando sus habilidades para invocar un rayo místico que lo devuelve a Su forma humana. Freddy inmediatamente intenta transformarse de nuevo en el Capitán Marvel, pero se horroriza al descubrir que ya no posee sus habilidades. Osiris luego se marcha, dejando a Freddy angustiado para frustrarse por su pérdida.

### The New 52 / DC Rebirth
En septiembre de 2011, The New 52, un reinició la continuidad de DC. En esta nueva línea de tiempo, Freddy Freeman se reintroduce en la Liga de la Justicia número 8 de 2012 como parte de la nueva familia de acogida de Billy junto con el Sr. y la Sra. Vásquez, Mary Bromfield, Pedro Peña, Eugene Choi y Darla Dudley. Freddy ahora está representado con cabello rubio en lugar de negro, y ha sido desactivado al menos desde la primera infancia. Es el "bromista" de buen carácter del hogar de acogida, propenso a la travesura y al hurto.
Freddy, el primero de los niños de Shazam que se colocó con la familia Vázquez en Filadelfia, fue colocado en un hogar de acogida después de que sus padres fueron a la cárcel, y no los ha visto desde los 10 años. A pesar de la falta de atención de Billy, Freddy no lo vio por primera vez y los Vázquez, Freddy termina entablando amistad con su nuevo hermano adoptivo, a pesar de que se robó la billetera cuando se conocieron. Freddy también es la primera persona en saber que tiene el poder de convertirse en Shazam.
En la final de la serie de Shazam! una copia de seguridad en Justice League # 21, Billy comparte sus poderes con sus hermanos adoptivos. Luego, al decir "¡Shazam!", Freddy se convierte en un superhéroe adulto con el pelo rubio hasta los hombros y el tradicional "Capitán Marvel, Jr." de color azul para su disfraz. Cuando recibe sus poderes por primera vez, Freddy comenta que quiere que lo llamen "Rey Shazam", un guiño a la conexión del personaje con Elvis Presley.

## Poderes y habilidades
En las historias de Fawcett y DC anteriores a 2006, ya que el Capitán Marvel Jr. recibió sus poderes del Capitán Marvel en lugar del mago Shazam, se transforma al hablar "¡Capitán Marvel!" como su palabra mágica en lugar de "Shazam!" como Billy y Mary Batson hacen para convertirse en Capitán Marvel y Mary Marvel. A diferencia del Capitán Marvel, el Capitán Marvel Jr. apareció como un adolescente de la misma edad que Freddy Freeman.
En las historias de DC impresas entre 2006 y 2011, Freddy Freeman dice la palabra mágica "¡Shazam!" y él está facultado con las energías de los seis dioses olvidados como su campeón directo y, como tal, adquiere una forma más musculosa y madura de sí mismo, similar a como lo haría Billy Batson cuando sostuvo el título. Durante la miniserie, las pruebas de Shazam!, originalmente se dio a entender que Freddy ya no "necesitaría" hablar el nombre de "¡Shazam!" para invocar a los poderes, para que pueda querer que se manifiesten, pero aun así prefiere efectuar el cambio pronunciando la palabra.
En las historias de DC del 2013 en adelante, Freddy pronuncia la palabra mágica "¡Shazam!" para convertirse en un superhéroe adulto (a quien ha apodado "Rey Shazam") con un uniforme azul.
En su estado de superpotencia, Freeman tiene los siguientes poderes basados en la magia:
| S | por la sabiduría de Salomon  | Como capitán Marvel Jr./Shazam, Freddy tiene acceso instantáneo a una gran cantidad de conocimientos académicos, incluidos los idiomas y las ciencias más conocidos. La sabiduría de Salomón también le proporciona clarividencia y le brinda consejo y consejo en momentos de necesidad. También puede hipnotizar a las personas a través de este poder. Conocimiento sobrehumano: en su estado de empoderamiento, Freddy tiene un recuerdo fotográfico y una agudeza mental excepcionales que le permiten leer y descifrar jeroglíficos, recordar todo lo que ha aprendido, resolver ecuaciones matemáticas largas de manera instantánea y hacer conjeturas intuitivas basadas en datos limitados hasta el punto en que son. casi siempre correcto. La clarividencia: una conciencia extraña de sus circunstancias que le permite convertir las desventajas en ventajas, una comprensión de las interacciones divinas con el mundo mortal. Hipnosis omni-lingual |
| H | por la fuerza de Hercules*   | El poder de Hércules le otorga a Freddy una inmensa fuerza sobrehumana, convirtiéndolo en uno de los personajes más fuertes de DC Comics. Es capaz de doblar acero fácilmente, perforar paredes y levantar objetos masivos (incluidos continentes enteros como Sudamérica). En la miniserie de las pruebas de Shazam!, Atlas fue asesinado y sus poderes fueron robados. Apolo reemplazó a Atlas como su deidad, usando sus poderes curativos. |
| A | por la curación deApolo      | Originalmente como el Capitán Marvel Jr., Freddy estaba dotado con el poder de resistencia de Atlas. Podía soportar y sobrevivir a la mayoría de los tipos de agresiones físicas extremas. Además, no necesitaba comer, dormir ni respirar y puede sobrevivir sin ayuda en el espacio cuando está en forma de Capitán Marvel Jr. |
| Z | por el poder de Zeus         | El poder de Zeus, además de alimentar el rayo mágico que transforma al Capitán Marvel Jr., también mejora sus otras capacidades físicas y mentales, y le otorga resistencia contra todos los hechizos y ataques mágicos. Freddy puede usar el relámpago como arma esquivándolo y permitiéndole golpear a un oponente o objetivo, lo que significa que puede hacer que otras Marvels vuelvan a sus formas mortales. El rayo mágico tiene varios usos, como crear aparatos, restaurar el daño causado a Freddy y actuar como combustible para los hechizos mágicos. Puede permitirle a Freddy algunas habilidades interdimensionales y de viaje en el tiempo desde la Roca de la Eternidad. |
| A | por el valor de Aquiles      | Este aspecto le da al capitán Marvel Jr. el coraje de Aquiles, posiblemente dando buenas habilidades de lucha. En las miniserie de pruebas de Shazam!, esto fue cambiado a la casi invulnerabilidad del héroe griego. También ayuda a la fortaleza mental del capitán Marvel Jr. contra la mayoría de los ataques mentales. |
| M | por la velocidad de Mercurio | Al canalizar la velocidad de Mercurio, el Capitán Marvel Jr. puede moverse a velocidades sobrehumanas, incluso más rápido que la luz. Esto también le permite volar y alcanzar la Roca de la Eternidad por su propio poder, que permite el tiempo y los viajes interdimensionales, y procesar información a velocidades sobrehumanas. Es posible que viajar a la Roca ya no sea posible desde el regreso del Mago, ya que el Mago es el protector de esa dimensión y actualmente está molesto con Freddy y los dos Batsons. |

## Otras versiones

### Bravocomic
En abril de 1950, el cómic belga Bravo publicó su propia versión de Capitaine Marvel Jr, dibujada por Albert Uderzo, más tarde conocido como el artista de Astérix. En esta versión, Freddy Freeman, aunque lisiado, intenta salvar la vida del Doctor Satano, quien ha construido una máquina diseñada para ayudarlo a gobernar el mundo, pero ha causado una serie de explosiones en su laboratorio. La máquina entrega superpoderes y atuendos azules de Captain Marvel tanto a Freddy como a Satano, y se convierten en enemigos jurados.

### Kingdom Come
Una versión para adultos del Capitán Marvel Jr. aparece como personaje de fondo en la miniserie Kingdom Come de 1996 de Mark Waid y Alex Ross. En este futuro alternativo, Junior ahora se llama King Marvel y se parece a Elvis Presley. Mary Marvel, ahora llamada Lady Marvel, es su esposa, y los dos tienen un hijo superpoderoso llamado The Whiz, que lleva el nombre de Whizz Comics.

### "Titans Tomorrow"
En este futuro, el adulto Freddy Freeman ha tomado el manto de Capitán Marvel y es miembro de Titanes del Este. Se supone que compitió con Superman (Conner Kent) por el amor de Cassandra Sandsmark (ahora Mujer Maravilla).

### 52
En el último número de la serie maxi 52 (# 52, 2 de mayo de 2007), se revela un nuevo Multiverso, originalmente compuesto por 52 realidades idénticas. Entre las realidades paralelas mostradas se encuentra una Tierra-5 designada. Como resultado de los aspectos de esta realidad, el enemigo de Familia Marvel, Mister Mind, toma aspectos visuales similares a los anteriores a Crisis Earth-S, incluidos los personajes de Familia Marvel. Los nombres de los personajes no se mencionan en el panel en el que aparecen, pero aparece un personaje visualmente similar al Capitán Marvel Jr.
Basado en los comentarios de 52 del coautor Grant Morrison, este universo alternativo no es el anterior a Crisis Earth-S.

### Billy Batson y la magia de Shazam!
Freddy Freeman apareció por primera vez en el número 13 de este libro; se le mostró lisiado y en una silla de ruedas, el resultado de haber sido herido inadvertidamente en una batalla previa con Marvels. En un museo, él accidentalmente es testigo de la transformación de Batsons y le dice a Theo Adam la palabra mágica que usaron para transformar en la espalda de Black Adam. Luego, Theo Adam le dice a Freddy que se convierta en Marvel, para que pueda hacer todo, incluso caminar nuevamente. Luego se transforma en Black Adam Junior y ataca a los Marvels.
Sin embargo, Freddy pronto se da cuenta del mal de Black Adam, se rebela y hace una paz parcial con los Marvel, aunque se mantiene alejado de ellas. Sin embargo, el Capitán Marvel fue luego drenado y envejecido traumáticamente por el supervillano, The Vampire Burglar, Mary Marvel y Tawky Tawny vinieron a Freddy en su desesperación para ayudarlos a llevar al capitán a la cámara del mago Shazam. Con mucha persuasión, Freddy está de acuerdo, pero se encuentran con Black Adam allí, habiendo reclamado el poder de Shazam para sí mismo. Aunque Shazam pronto reaparece, la batalla contra el renegado se complica por el hecho de que la única manera de ayudar a Billy es otorgarle su poder de Shazam como Black Adam Jr., que se despojaría de él permanentemente. Con mucha consideración, Freddy está de acuerdo y restaura al Capitán Marvel. Cuando Marvel pregunta cómo pueden compensar a Freddy por su sacrificio, Shazam sugiere al Capitán Marvel que su nombre tiene un gran poder propio. Inspirado, el Capitán Marvel consigue que Freddy pronuncie su nombre y, al hacerlo, se le otorga al niño el poder y la forma del Capitán Marvel Jr. Esta versión es aparentemente capaz de decir su propio nombre sin una transformación no deseada y su disfraz emula al Capitán. Al ser más suelto que el traje tradicional, se completa con una solapa.

### Justicia
En la serie de doce temas de Justice, Freddy y Mary fueron tomados cautivos por Black Adam y lavado el cerebro para luchar contra Billy Batson. Freddy, junto con Mary y los Jóvenes Titanes, fueron enviados a luchar contra Patrulla Condenada, que derrotaron. Poco después, John Stewart liberó a Freddy, Mary y los Teen Titans con su Green Lantern Ring, luego de lo cual se unieron a la lucha contra los villanos. Fue visto por última vez con Hal Jordan y otros héroes arreglando la Atalaya.

### Tiny Titans
En el número 21 de Tiny Titans, Hoppy el Conejo Marvel llega al Tiny Titans Pet Club, donde Tiny Captain Marvel Junior se une a él. Supergirl le pregunta su nombre y él responde "Capitán Marvel Junior". Luego se transforma de nuevo a Freddy Freeman. Cuando se le pregunta de nuevo, dice "Capitán Marvel Junior", pero agrega "Puedes llamarme Freddy". Esta es una de las pocas transformaciones en las que las ayudas de movilidad de Freddy no se materializan cuando se apaga; en cambio, está sentado en el suelo con las piernas delante de él.

### Flashpoint
Freddy Freeman, Billy y Mary poseen diferentes poderes de Shazam. Freddy tiene el Poder de Zeus, todavía está lisiado y tiene un collar de relámpagos.

## En otros medios

### Televisión
- ¡Junto con el resto de la Familia Marvel, el Capitán Marvel Jr. apareció en la serie de televisión The Kid Super Power Hour con Shazam! (1981-82) expresado por Barry Gordon.
- El Capitán Marvel Jr. aparece en el episodio de Batman: The Brave and the Bold 2012 "The Mr. Malicious Mind!" expresado por John DeVito. Como Freddy Freeman, vive en Fawcett City con sus abuelos, Jacob y Elizabeth, y aceptó un trabajo como vendedor de periódicos. Pronto se convirtió también en uno de los amigos más cercanos de Billy Batson. Esta vez con la capacidad de transformarse en el Capitán Marvel Jr. Él y los otros miembros de la Familia Marvel, junto con Batman, luchan contra Mister Mind y la Monstruosa Sociedad del Mal.
- Greg Weisman (productor de la serie de televisión Young Justice) ha confirmado que Freddy Freeman era miembro del equipo de Young Justice entre las temporadas 1 y 2 y era conocido como el teniente Marvel. Estaba programado para aparecer en una próxima edición del cómic vinculado en una historia centrada en la Familia Marvel.

### Película

#### Acción en vivo
- Freddy Freeman aparece en la película de Shazam! (2019), que está ambientado en el Universo extendido DC, interpretado por Jack Dylan Grazer como niño, y Adam Brody como superhéroe adulto.[28] Es la primera persona que aprende que Billy Batson es Shazam y ayuda a probar sus poderes. Cuando el Doctor Sivana se entera de sus conexiones, lleva a Freddy a la casa acogida después de que los padres adoptivos se fueron para sacar a Billy. Durante la batalla contra el Doctor Sivana y los Siete Pecados Mortales, Shazam hace que sus hermanos adoptivos toquen al personal del Mago para compartir sus poderes. En su forma de superhéroe adulto, Freddy ayuda a luchar contra los Siete Pecados Mortales. Al final de la película, Freddy cena en la cafetería de la escuela con sus hermanos adoptivos, Shazam y Superman.
- Freddy Freeman regresará en Shazam! Fury of the Gods (2023).[29] El conoce a una chica nueva llamada Anne, quién desarrolla una relación con él. Pero, al mostrarle a Anne, su yo superhéroe, Freddy es arrebatado de sus poderes por las Hijas de Atlas, Hespera y Calipso, y también descubre que Anne es la tercera hermana llamada Anthea, hasta que lo secuestran colocando una cúpula alrededor de la ciudad, atrapando a la Familia Shazam y a los residentes de la ciudad. Luego de ser encarcelado junto con el Mago Shazam, escapan con la ayuda de Anthea, sabiendo que solo discuten usar la Manzana dorada, teniendo la semilla del Árbol de la Vida solo para revivir su reino, pero Calipso desea plantarla en la Tierra para conquistarla. Freddy decide robar la manzana antes de que lleguen Billy y sus hermanos para salvarlo y él recupere sus poderes. Al escapar de Calipso y su dragón Ladón, junto con Billy, el Mago y sus hermanos para evitar que tenga la manzana, Freddy vuelve a perder sus poderes al igual que los demás, excepto Billy. Después del ataque de monstruos en la ciudad por Calipso, Freddy y su familia deciden ayudar a Billy, pero se separa de su familia, y se encuentra nuevamente con Anthea, quien perdió también sus poderes ante Calipso, luego de ser salvados por Billy. Al ver el sacrificio de Billy al derrotar a Calipso y su ejército, Freddy y su familia fueron al reino de Anthea para enterrar a Billy en su funeral, hasta que conocen a Wonder Woman, quien usa el bastón del Mago para repararlo y revive a Billy, junto con el Reino de los Dioses, e igual Anthea en recuperar sus poderes, y después Freddy y sus hermanos también recuperan sus poderes. Al final, Freddy continúa su relación con Anne, quién decide vivir con él y su familia de aprender las variedades en el mundo humano.

#### Animación
- Una versión paralela de la Tierra del Capitán Marvel Jr. llamado "Capitán Super Jr." aparece en la Liga de la Justicia: Crisis en las dos Tierras (2010) expresada por un Bruce Timm no acreditado.
- Freddy Freeman aparece junto con el resto de los Shazam Kids en Justice League: The Flashpoint Paradox (2011).
- Freddy Freeman hace una aparición especial en Justice League: War (2013) interpretado por Georgie Kidder.

### Videojuegos
- En diciembre de 2006, el juego VS System Card lanzó una tarjeta Captain Marvel de Freddy Freeman basada en la versión del personaje que apareció en el argumento de "Titanes del mañana". Otras dos tarjetas con Freddy fueron lanzadas en 2007, conocidas como "Freddy Freeman <> Captain Marvel Junior", una representando su membresía con los Teen Titans y otra su membresía con Outsiders.
- En Scribblenauts Unmasked: A DC Comics Adventure Capitán Marvel Jr se puede utilizar.
- Freddy Freeman / Capitán Marvel Jr. aparece como un personaje jugable en Lego DC Super-Villains.